# Familiestyrelsen
Familiestyrelsen (tidligere Familieretsdirektoratet) var en dansk styrelse, der løste opgaver på det familieretlige område. 
Fra august 2004 til november 2007 hørte Familiestyrelsen under det nu nedlagte Ministeriet for Familie- og Forbrugeranliggender. I november 2007 fik den nytiltrådte kirke- og integrationsminister Birthe Rønn Hornbech godkendelse af trossamfund flyttet fra Kirkeministeriet til Justitsministeriet. Dermed kom området under Familiestyrelsen. Derefter kom styrelsen under Justitsministeriet. Den 3. oktober 2011 blev den overflyttet til Social- og Integrationsministeriet.
Styrelsen beskæftigede ca. 40 medarbejdere. Direktøren var Dorrit Sylvest Nielsen. 
Den 4. januar 2012 blev styrelsen omdannet til Ankestyrelsens familieretsafdeling, som hørte under Social- og Integrationsministeriet. Blandt de områder, som familieretsafdelingen arbejdede med, var separation, skilsmisse, samvær, ægtefællebidrag, børnebidrag, faderskab og adoption. Styrelsen administrerede også navnelovgivningen. I konkrete sager fungerede styrelsen som klageinstans for afgørelser truffet af landets statsforvaltninger. Familieretsafdelingen havde til huse på Kristineberg på Ydre Østerbro.
Den 1. april 2019 blev de fleste opgaver flyttet til Familieretten og Familieretshuset. Ankestyrelsen behandler fortsat sager om adoption og tvangssager om børn.